# Entwine
Entwine je finská hudební skupina. Skupina hrála původně death metal, ale postupem času se vyprofilovala do gothic metalové formace. Skupinu tvoří Aksu Hanttu (bubny), Riitta Heikkonen (klávesy), Tom Mikkola (kytara, vokály), Joni Miettinen (basová kytara), Mika Tauriainen (zpěv) a Jaani Kähkönen (kytara).
Ve skupině krátce působili i Teppo Taipale (basová kytara) a Panu Willman (zpěvák, kytarista).

## Historie
V roce 1995 skupinu založili Aksu Hanttu, Tom Mikkola a T. Taipale. Začínali jako death metalová skupina, ale po čase je přestalo bavit hrát podle limitů death metalu a začali hrát podle vlastní kreativity. O dva roky později se jejich hudba vyvinula do konečné podoby. Byli mnohem melodičtější skupinou a k realizaci jejich finálních emocionálních vizí potřebovali najít dobrého zpěváka, pianistu a druhého kytaristu. Krátce potom se ke skupině přidal P. Williman jako zpěvák a druhý kytarista (podzim roku 1997). V roce 1997 začali Entwine nahrávat své první demo, „Divine Intimity“. Odezva na album byla pozitivní a hned se do celého světa roznesly zprávy o této nadějné skupině. V únoru 1998 se ke skupině přidala Ritta Heikkonen jako klávesistka a Entwine byli konečně v kompletním sestavení. V roce 1999 nabídlo studio Spikefarm Records skupině nahrávací smlouvu a ještě v září tohoto roku Entwine vydali své debutové album "The Treasures Within Hearts". Ačkoli získalo album předběžně dobré hodnocení a skupina byla stále úspěšnější a úspěšnější, neklapalo to uvnitř kapely. Brzy po vydání alba skupinu opustil zpěvák Williman a basista Taipale. Kvůli těmto okolnostem se skupina rozhodla pro spolupráci s novým baskytaristou Jonim Miettenenem a představili také nového zpěváka Miku Tauriainena.
Po debutovém albu "The Treasures Within Hearts" následovalo album "Gone", které vyšlo v dubnu 2001 a ihned přijalo celosvětové pochvaly. Nejen že bylo album "Gone" v Německu vyhlášeno Albem měsíce, ale jejich singl "New Dawn" byl také neustále "usídlený" v Německých klubech. Mimoto jejich úspěch s písní "New Dawn" byl i v Top Ten mezinárodní hitparády. Nový kytarista Jaani Kähkönen se ke skupině přidal v roce 2001. Byla to jeho první živá zkušenost, ale brzy našel svou parketu a stal se stálým členem Entwine. Zaplnil tak volné místo po P. Willimanovi. Bylo jasné, že jejich neustále vzrůstající množství fanoušků, toužících po nových melodiích, skupinu Entwine donutilo v roce 2002 nahrávat další album. Tentokrát s Finnish Astia Studios a producentem Anssim Kippem. Jejich životní album bylo vydáno na jaře roku 2002 a jmenovalo se "Time Of Despair". Po tomto albu následovalo celosvětové turné se skupinami Theatre of Tragedy a Ram-Zet. Čtvrté album skupiny Entwine "DiEverity" (2004) bylo nahráváno opět se známým studiem Finnish Astia Studios a bylo opět velice úspěšné. Následovala ho Stříbrná deska za skvělý hit "Break Me", který měl brzy potom i videoklip. Pak Entwine upadli do jakéhosi spánku, ale když se z něj probudili, uvedli další desku, kterou nahráli velice rychle. Natáčeli ji jen něco málo přes jeden týden. Nové album neslo název "Fatal Design"(2006) a bylo nahráno u Petrax and Grovelend studios a producentem byl Janne Joutsenniemi (známý z legendární Finské metalové kapely Stone a později ze Sub Urban Tribe). Písně na nové albu byly namíchány s důmyslnou péčí Finnvox’s Mikko Karmila (příznivě hodnocen pro svou spolupráci s Nightwish, Children Of Bodom a spoustou dalších) a Stockholm’s Cutting Room. Na albu vyšel singl "Surrender". "Fatal Design" představuje nové složitější Entwine – skupina dělá pokroky v gothic metalovém stylu. Tato, nakonec gothic metalová skupina prošla dlouhou cestu. Od death metalu, se kterým začínali, se dostali až k dnešnímu gothic metalovému projevu.

## Diskografie

### Studiová alba
- The Treasures Within Hearts (1999)
- Gone (2001)
- Time of Despair (2002)
- DiEversity (2004)
- Fatal Design (2006)
- Painstained (2009)
- Chaotic Nation (2015)

### EP
- Sliver (2005)

### Singly
- New Dawn (2000)
- The Pit (2002)
- Bitter Sweet (2004)
- Surrender (2006)
- Chameleon Halo (2006)
- The Strife (radio only single 2008)
- Save Your Sins (2010)
- Plastic World (2015)

### Dema
- Addicted to Homicidal Enjoyment (1995)
- Divine Infinity (1997)